# Đại hội Thể thao Đông Nam Á 1983
Đại hội Thể thao Đông Nam Á 1983, tên chính thức là Đại hội Thể thao Đông Nam Á lần thứ 12,  là một sự kiện thể thao đa môn khu vực Đông Nam Á được tổ chức tại Singapore từ ngày 28 tháng 5 đến ngày 6 tháng 6 năm 1983. Theo quy định luân phiên tổ chức theo thứ tự chữ cái, Brunei vốn là nước chủ nhà được ấn định cho kỳ đại hội này. Tuy nhiên, Singapore đã đảm nhận vai trò đăng cai thay Brunei do quốc gia này đang chuẩn bị cho tiến trình giành độc lập từ Vương quốc Anh.
Kỳ đại hội năm 1983 cũng đánh dấu sự trở lại của Campuchia – dưới tên Cộng hòa Nhân dân Campuchia – sau 8 năm vắng mặt kể từ khi Khmer Đỏ lên nắm quyền vào năm 1975. Lễ khai mạc và bế mạc được chủ trì bởi Tổng thống Singapore Devan Nair tại Sân vận động Quốc gia Singapore. Bảng tổng sắp huy chương cuối cùng được dẫn đầu bởi Indonesia, theo sau là Philippines, Thái Lan và nước chủ nhà Singapore.

## Quốc gia tham dự
Brunei là một thuộc địa của Anh vào thời điểm đó cho đến khi giành được độc lập vào ngày 1 tháng 1 năm 1984.
- Miến Điện
- Brunei
- Campuchia
- Indonesia
- Malaysia
- Philippines
- Singapore (Chủ nhà)
- Thái Lan

## Bảng tổng sắp huy chương
| Hạng               | Đoàn               | Vàng | Bạc | Đồng | Tổng số |
| ------------------ | ------------------ | ---- | --- | ---- | ------- |
| 1                  | Indonesia (INA)    | 64   | 67  | 54   | 185     |
| 2                  | Philippines (PHI)  | 49   | 48  | 53   | 150     |
| 3                  | Thái Lan (THA)     | 49   | 40  | 38   | 127     |
| 4                  | Singapore (SIN)    | 38   | 38  | 58   | 134     |
| 5                  | Miến Điện (BIR)    | 18   | 15  | 17   | 50      |
| 6                  | Malaysia (MAS)     | 16   | 25  | 40   | 81      |
| 7                  | Brunei (BRU)       | 0    | 0   | 5    | 5       |
| 8                  | Campuchia (CAM)    | 0    | 0   | 0    | 0       |
| Tổng số (8 đơn vị) | Tổng số (8 đơn vị) | 234  | 233 | 265  | 732     |

1Brunei đang là xứ bảo hộ thuộc Vương quốc Anh.

## Môn thể thao
- Thể thao dưới nước  (chi tiết)

- Bắn cung  (chi tiết)

- Điền kinh  (chi tiết)

- Cầu lông  (chi tiết)

- Bóng rổ  (chi tiết)

- Bowling  (chi tiết)

- Quyền Anh  (chi tiết)

- Đua ngựa  (chi tiết)

- Bóng đá  (chi tiết)

- Khúc côn cầu  (chi tiết)

- Judo  (chi tiết)

- Thuyền buồm  (chi tiết)

- Cầu mây  (chi tiết)

- Bắn súng  (chi tiết)

- Bóng bàn  (chi tiết)

- Quần vợt  (chi tiết)

- Bóng chuyền  (chi tiết)

- Cử tạ  (chi tiết)